# レスター・エンブリー
レスター・エンブリー（Lester Embree、1938年-2017年）は、アメリカ合衆国の哲学者。専門は現象学。フロリダ・アトランティック大学教授。著書に『使える現象学』など。